# UK garage
UK garage (lub po prostu garage) – gatunek muzyki elektronicznej, która wyewoluowała w Wielkiej Brytanii z takich stylów muzycznych jak house, soul i jungle. Wtedy właśnie DJ-e przestawili swoje gramofony na +8, dodając do house'owych, soulowych i jungle'owych kompozycji bardziej dynamiczny rytm, przeciągliwy, buczący bas i połamany rytm - tzw. break-beat. Wszystko to połączone z wokalem dało w latach 90. nowy rodzaj muzyki nazwany garage.
Głównym prekursorem tej muzyki był Armand Van Helden znany głównie z występów na Ibizie.
Za pierwszą produkcję w tym stylu uznaje się płytę pochodzącego z Nowego Jorku DJ-a Todda Terry'ego - "Touch Me Baby".
Wyróżnia się dwa podstawowe podgatunki garage:
- 2-step – będący jednocześnie podgatunkiem elektronicznej muzyki tanecznej (klubowej)[1] charakteryzujący się rytmem synkopowanym, gdzie dźwięk bębna basowego słychać w nieregularnych odstępach. Czasami bywa zaliczany jako podgatunek muzyki dance[2].
- 4x4 – z rytmem podobnym do występującego w muzyce house, gdzie dźwięk bębna basowego słychać w regularnych odstępach.